# 雜菜 (朝鮮)
雜菜是朝鮮民族一種用粉絲製成的風味食品，輔以切細的牛肉、胡蘿蔔片，以及菠菜、蘑菇、洋蔥等各種蔬菜。既可以作為涼菜，也可作為熱菜。